# Golpe de gracia

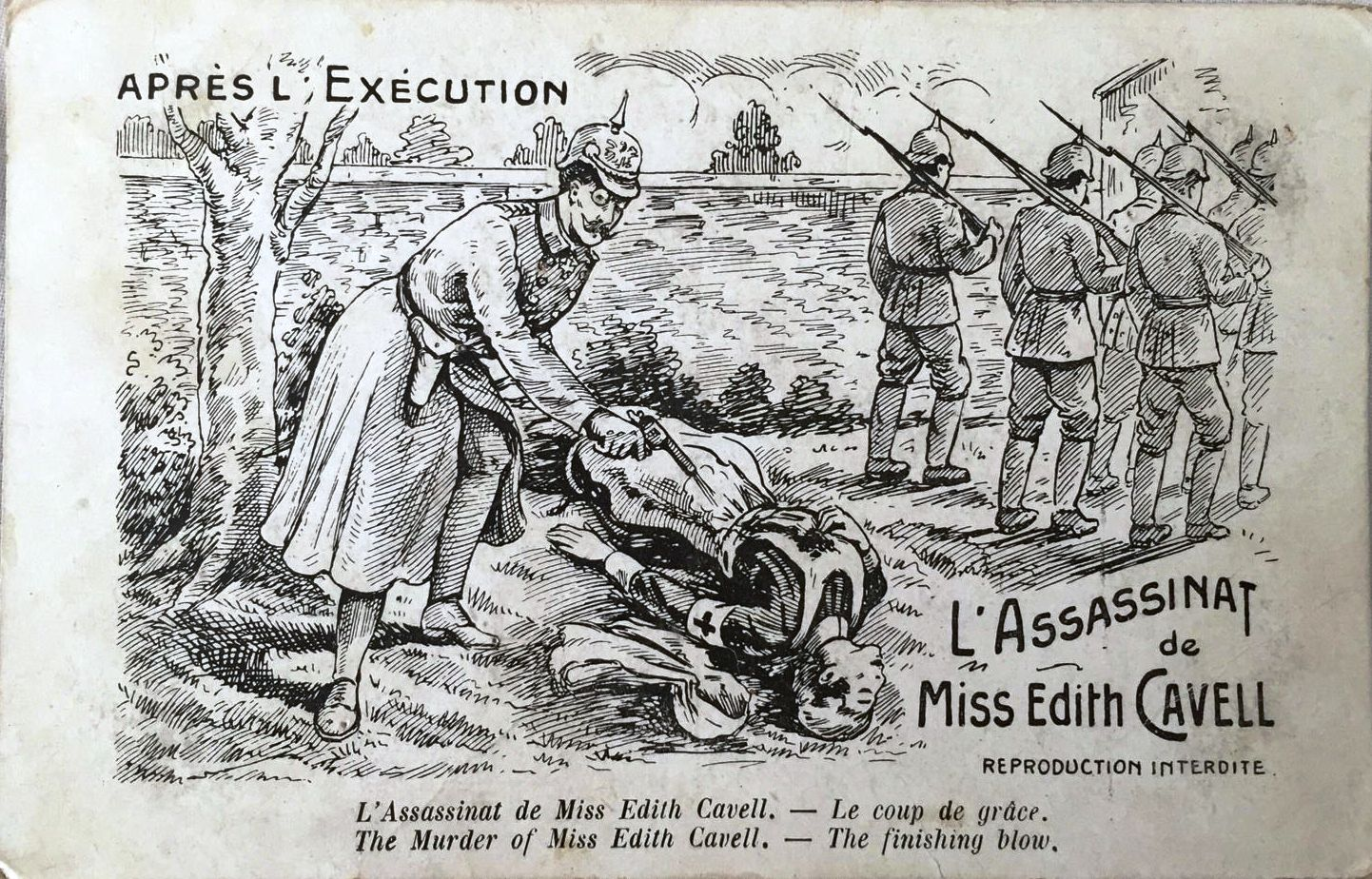
El tiro de gracia

El golpe de gracia (calco del francés coup de grâce) es una herida que, asestada a una víctima ya herida mortalmente, causará rápidamente su muerte para evitar a esa víctima una larga y dolorosa agonía. Si es asestado por un arma de fuego, se denomina tiro de gracia.
Ejemplos de un tiro de gracia son un disparo al corazón o a la cabeza de un soldado, que está mortalmente herido a causa de un combate durante una guerra y que no puede recibir correspondiente atención médica. Durante la Edad Media se le asestaba a los combatientes mortalmente heridos por medio de un estilete, que también fue llamado «misericorde».
Hoy en día, un golpe de gracia para soldados incapacitados sería un crimen de guerra: las leyes de guerra exigen cuidar a los incapacitados y prohíben el asesinato por misericordia.
En el caso de la pena de muerte por fusilamiento, es el que se da al condenado cuando no ha fenecido con la primera descarga de los fusileros.[cita requerida] También se usa el término para referirse a la eutanasia animal.[cita requerida]